# 2010년 1월 4일 한국 중부 폭설

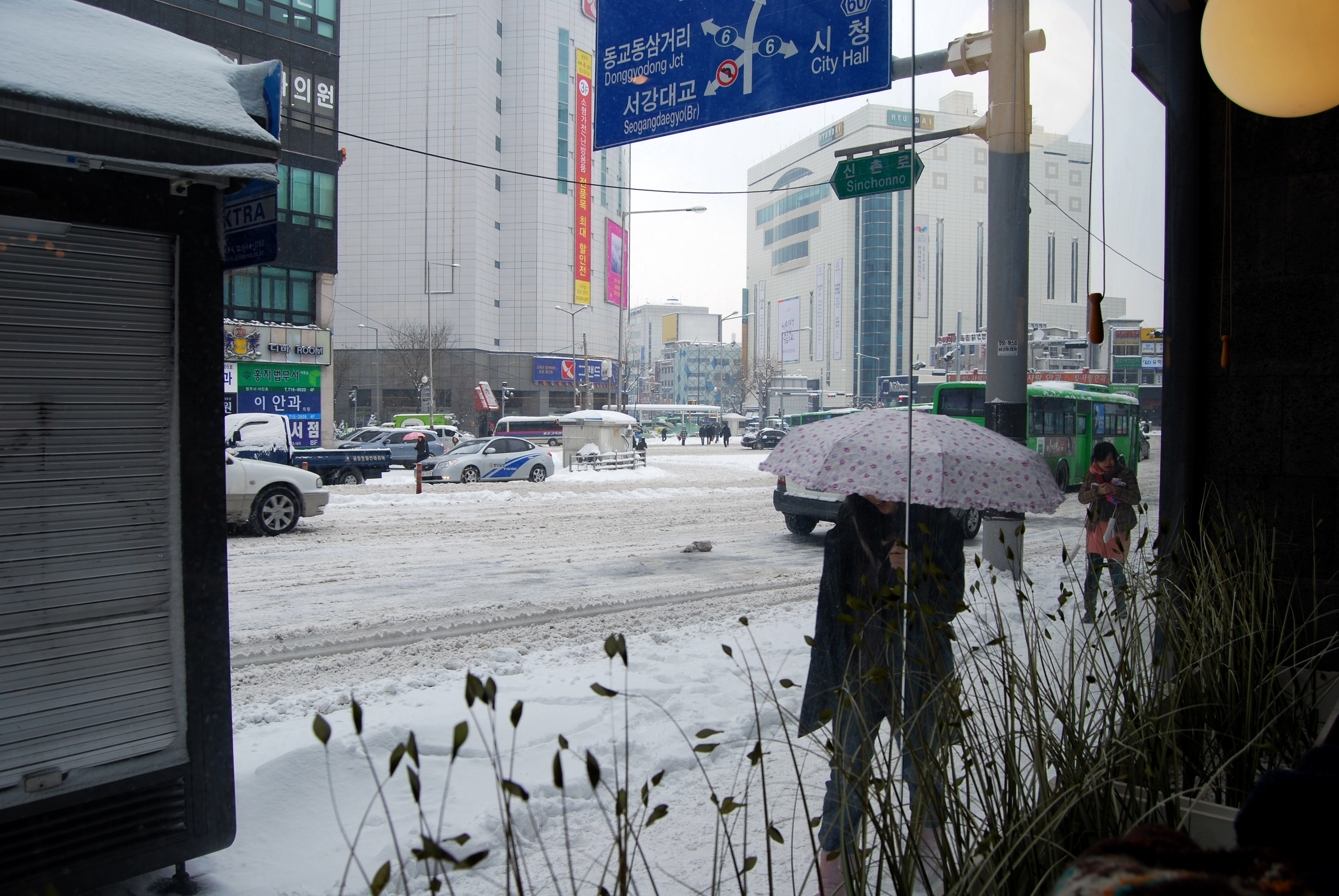
서강로에서 바라본 눈 쌓인 신촌로터리

2010년 1월 4일 한국 중부에 내린 폭설은 서울 지역을 중심으로 대한민국의 수도권과 강원도 등을 비롯한 중부 대부분 지역에 내린 폭설이다. 특히 서울에는 1월 4일 오후 2시에 25.8cm의 눈이 쌓이면서 1937년 적설 관측 이래 최대 신적설을 기록했다. 폭설로 인해 수도권과 강원도 지역을 중심으로 많은 피해가 발생했다.

## 예보
대한민국 기상청은 폭설이 있기 하루 전인 2010년 1월 3일 오후 4시 30분 보도자료를 통하여 중국 북부 지방에서 한반도를 향해 남동진하며 발달한 저기압의 영향으로 중부지역을 중심으로 전국에 눈이 오겠다고 예보했다. 특히 경기 남부와 충청 북부, 강원 북부를 중심으로 많은 눈이 오겠다고 발표했다. 그러나 대설예비특보조차 내려지지 않은 서울과 경기 북부, 강원 북부에 20 cm 안팎의 많은 눈이 내려, 당초 서울에 5 cm 안팎의 적설량을 예상한 기상청의 예보가 빗나가 많은 비판이 이어졌다.

## 원인
폭설이 내리기 전인 2009년 12월 26일 무렵부터 만주 지역 지상 약 5 km 상공으로, 시베리아에 형성된 영하 40도 안팎의 찬 공기 덩어리가 주기적으로 돌아나가는 형태의 기후 패턴이 나타나기 시작했다. 이 때문에 12월 29일과 30일을 제외한 나머지 날에는 한반도 북부 지역의 지상 약 5 km 상공에 영하 30도선이 걸쳐있게 되면서, 제주도와 남해안을 제외한 한반도 전지역의 아침 최저 기온이 영하권을 보이고, 중부 지방은 낮에도 섭씨 0도를 밑도는 날이 많아지는 등 강추위가 나타나기 시작했다.
폭설이 있던 1월 4일에는 영하 40도 안팎의 매우 찬 공기를 지닌 상층 기압골이 한반도 북부 지상 약 5 km 상공을 통과하면서, 중부 지방 상공에는 영하 30도 안팎의 찬 공기가 머물렀다. 동시에 중국 중부 내륙에서 접근하던 저기압이 황해를 지나면서 많은 수증기를 공급받아 한국 중부 내륙의 찬 공기와 충돌해 강한 눈구름대가 발생했다. 특히 이 저기압의 후면으로는 대륙고기압이 확장하여 찬 공기가 강하게 유입되었고, 상대적으로 저기압의 북쪽에 있는 수도권, 강원도에 많은 눈을 내리게 했다.

## 기록
1월 4일에 내린 눈은 주로 대한민국의 수도권과 강원도에 집중되어 이들 지역에 평균 20 cm 안팎의 기록적인 적설량이 관측되었다. 특히 서울에는 하루 동안 최대 25.8cm의 눈이 쌓였다. 이날 서울의 최심 신적설량은 종전 1위 기록이었던 1969년 1월 28일의 25.6cm를 제치고, 적설 관측 사상 최대 신적설로 기록되었다. 또한, 인천에 22.3 cm, 수원에 19.5cm의 최심 신적설량을 기록, 최심 신적설 최댓값 순위에 각각 2위와 3위로 오르게 되었다. 그러나 경기도에 인접한 충청남도에는 상대적으로 적은 눈이 내려 적설량의 지역적 편차가 크게 나타났고, 중부지방의 폭설과는 대조적으로 산간을 제외한 전라남도와 경상남도 남·동해안 지방에서는 기온이 높아 비나 진눈깨비가 내렸다.

### 지역별 적설량
- 최심 신적설량[주 2] (각 지역별 상위 5지점, 1월 4일 0시 ~ 21시 기준)[8]
  - 서울 · 인천 · 경기도
    - 서울 25.8 cm
    - 이천 23.0 cm
    - 인천 22.6 cm
    - 문산 20.2 cm
    - 수원 19.5 cm

  - 강원도
    - 대관령 31.5 cm
    - 북강릉 24.5 cm
    - 춘천 23.0 cm
    - 동해 21.6 cm
    - 영월 21.4 cm

  - 대전 · 충청남·북도
    - 충주 15.5 cm
    - 천안 12.8 cm
    - 청주 7.5 cm
    - 추풍령 6.3 cm
    - 대전 5.3 cm

  - 대구 · 경상남·북도
    - 울진 10.5 cm
    - 안동 7.2 cm
    - 상주 6.5 cm
    - 구미 6.0 cm
    - 거창 5.0 cm

## 피해

### 대한민국
1월 4일에 내린 많은 눈을 언론에서 '100년만의 폭설'이라고 칭하면서 피해 상황을 보도할 만큼, 수도권과 강원도를 중심으로 폭설 피해가 심각했다. 눈이 내린 시간과 출근 시간이 겹치면서 경기 지방 주요 도로에서 '교통 대란'이라 불릴 정도의 극심한 정체가 이어졌고, 하루 종일 영하권을 보이면서 쌓인 눈이 녹지 않아 퇴근길 또한 극심한 정체가 이어졌다. 폭설로 크고 작은 교통사고가 급증하였고, 운전자들의 운전 포기로 보험사들의 긴급출동서비스 이용 전화가 폭주하기도 했다. 이렇게 도로 교통이 제 기능을 하지 못하면서 물류 업체들의 업무도 마비되어 택배 배송이 제때 이루어지지 못하는 불편이 이어졌다. 쌓인 눈으로 인해 시설물의 피해가 발생하여, 농업 시설인 비닐 하우스와 축사, 인삼재배시설 등이 파손되었다.

#### 통계
- 재산 피해[13]
  - 106억여 원 (2010년 화폐가치 기준)[14]
    - 비닐하우스 610여 동
    - 축사 57동
    - 인삼재배시설 17.5ha

#### 지역별 피해

##### 서울

폭설로 교통이 통제된 잠수교

폭설로 활주로가 눈으로 덮이면서, 김포국제공항의 항공기 운항이 9년 만에 전면 중단되었고 이 여파로 김해국제공항 등 다른 지역의 공항에서도 국내선 항공기가 무더기 결항되는 사태가 발생했다. 수도권을 중심으로 출근길 또한 폭설의 영향을 피해갈 수 없었다. 특히 눈이 쏟아진 시간이 출근 시간과 겹치면서 서울의 주요 도로에서는 주차장을 방불케하는 극심한 교통 혼잡이 빚어졌고, 인왕산로와 북악산로 등 서울 시내 도로 곳곳의 통행이 통제되었다. 폭설에 대한 대응으로 서울시는 3천명이 넘는 인력과 2300여 톤의 염화칼슘을 동원해 긴급 제설작업을 하였으나, 워낙 눈이 많이 내리고 기온조차 영하권을 보이면서 큰 효과를 보지 못했다. 이렇게 출근길이 막히자 지하철 등의 대중 교통으로 시민들이 몰리기 시작했다. 하지만 지하철도 폭설의 여파를 피해갈 수 없었는데, 레일 위에 눈이 쌓이면서 1호선과 2호선 일부 구간에서 열차 운행이 일시 중단되기도 했다. 폭설로 서울역과 영등포역, 청량리역에서 선로 전환기에 장애가 발생하여 KTX와 일반열차 운행도 지연되었다.

##### 인천 · 경기도
폭설로 인천국제공항의 수많은 비행편이 결항되었으나, 제설 작업으로 항공기 운항 전면 중단은 피할 수 있었다. 인천항과 평택항에서 폭설과 강풍으로 하역 작업이 전면 중단 또는 지연되기도 했다. 서울과 마찬가지로 인천과 경기도에서도 눈이 온 시각이 출근길과 겹치면서 교통 대란이 이어졌다. 특히 고갯길을 중심으로 도로 곳곳이 통제되기도 했다. 인천광역시 당국은 폭설이 내리자 시무식 등 일체의 행사를 연기한 채 총동원령을 내리고, 공무원 5천여명, 각종 장비 315대를 동원하여 염화칼슘과 액상, 소금, 모래 등 2500여 톤 이상의 제설제를 뿌렸으나, 쌓인 눈이 워낙 많고 녹지 않아 폭설 사고를 크게 예방할 수 없었다. 경기도재해대책본부도 역시 경기도에 공무원과 군인 2만 7천여 명의 인력과 1800여 대의 장비를 동원해 염화칼슘과 소금, 모래 8천여 톤을 도로에 뿌리며 제설 작업을 벌였으나, 쌓인 눈이 워낙 많아 큰 효과를 발휘하지 못했다. 한편, 안산에서는 한국농어촌공사 농어촌연구원의 기자재 보관창고가 붕괴되어 부상 3명의 인명피해가 발생했다고 보도되었으나, 자재창고가 아닌 에어돔 형식의 실험동의 제설작업 및 시설점검을 하던 중 막재가 내려앉아 사망 1명, 부상 2명의 인명피해가 발생한 것으로 밝혀졌다.

##### 강원도
강원도에서도 20cm 안팎의 폭설이 내리면서 출근길 차량들이 도로에서 거북이 걸음을 반복했다. 특히 산악 지역이 많아 폭설이 내리면서 강릉 진고개 등 여러 고갯길에서 부분 통제가 이루어졌고, 산간 지역을 운행하는 버스의 통행이 중단되면서 마을 주민들은 사실상 고립 상태에 놓이게 되었다. 그리고 비닐하우스, 인삼재배시설, 축사 등이 무너져 1억 2천여만 원의 폭설 피해가 잠정 집계되었다. 하지만 눈이 형태가 수분이 적은 건설(乾雪) 형태였고, 강원도 영동 지방은 대한민국의 다설지 중 하나로 상대적으로 대비가 잘 되어 있어, 예상보다 피해가 적었다.

##### 대전 · 충청남북도
수도권과 강원도와는 달리 상대적으로 눈이 적게 내려 피해가 크지 않았으나, 충청남도보다 많은 적설량을 기록한 충청북도에서 피해가 발생했다. 충주에서는 양계장이 폭설로 쌓인 눈을 이기지 못하고 무너져 닭 3천여 마리가 폐사했고, 비닐하우스 등이 무너지는 시설물 피해가 발생했다. 청주국제공항의 일부 비행편이 결항되고, 충남 서해안 일부 항구에서 풍랑으로 섬지역을 오가는 일부 배편이 취소되기도 했다.

##### 경상북도
경상북도와 대구, 일부 경상남도 내륙지방에 한하여 눈이 내렸고, 부산과 울산, 대부분의 경상남도 지역은 비나 진눈깨비가 내렸기 때문에 폭설 피해가 경미했다. 그래서 피해 상황은 주로 경상북도와 대구에서 보고되었다. 경상북도 북부 농촌지역의 우편물 배달이 일시 중단되고, 인삼재배시설 1곳이 무너졌다. 그리고 경북 지역의 고갯길을 중심으로 교통 통제가 이루어졌다가 해제되었다.

### 조선민주주의인민공화국
조선민주주의인민공화국(북한)에서도 대한민국과 마찬가지로 1월 4일을 전후로 폭설이 내렸다. 하지만 조선중앙방송이 라디오를 통하여 3일 황해남도 해주에, 4일 평안북도 신의주, 평양, 황해북도 사리원에 눈이 약간 내렸다고만 보도했을 뿐, 적설량과 피해에 대해서는 보도하지 않았다. 이에 한 북한이탈주민은 교통이 낙후되어 대한민국과 같은 교통 정체가 특별하지 않고, 농사와 관련된 시설인 비닐하우스 등이 적어 폭설에도 별다른 피해가 발생하지 않는다고 말하였다. 국제 적십자 연맹은 폭설로 인한 재난 징후가 없다고 밝혔다.

## 논란

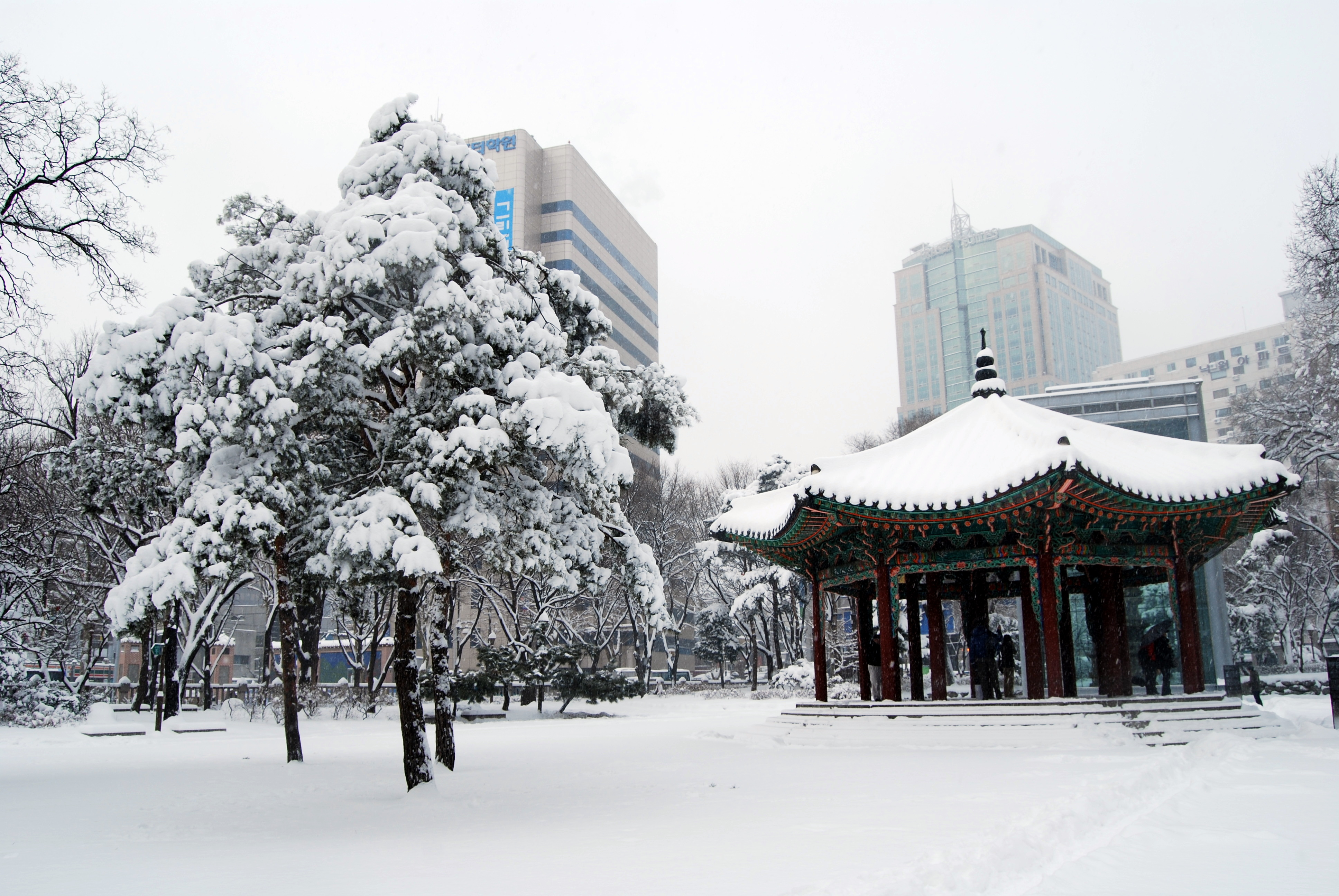
폭설로 뒤덮인 탑골공원

1월 4일 폭설과 같이 많은 눈이 왔을 때 염화칼슘 등의 제설제가 별 효과는 발휘하지 못하고, 오히려 도로와 가로수 등을 망가뜨려 새로운 환경 문제로 부각되었다. 그리고 제설 작업 이후 각 지자체들이 눈을 모아 공터에 쌓아두었는데, 이 눈들이 염화칼슘 등의 제설제를 함유하고 있어 눈이 녹아 하천에 흘러 들면 수질 오염을 야기할 수 있다고 환경 단체들이 주장했다.
한편, 소방방재청은 각 시·도에서 정한 '내 집 앞 눈치우기' 조례가 제대로 지켜지지 않는 것을 파악하고, 집이나 가게 주인이 자신의 집, 가게 앞에 쌓인 눈을 치우지 않으면 최고 과태료 100만 원을 부과하겠다고 발표하여 찬반 논란이 있었다. 폭설 이후 약 열흘이 흐른 1월 13일, 기상청은 1월 4일 폭설에 관한 경제적 가치가 8,300억 원 이상이라고 발표했다. 이에 폭설 피해가 만만치 않은데, 경제적 가치만을 논하는 것은 잘못되었다는 비판이 이어졌다.
인터넷 상에서는 한국방송공사 사회부 박대기 기자가 폭설속에서 눈을 맞으며 보도한 것과 한 시민이 폭설이 내린 도로에서 스키를 타는 모습이 카메라에 포착되어 '청담동 스키 용자'라는 별명을 얻는 등의 해프닝들이 누리꾼들 사이에서 인기를 끌었다.

## 같이 보기
- 2009-2010년 동절기 한파와 폭설
- 2004년 한국 중부 폭설
- 2010년 9월 21일 한국 중부 집중호우
- 2021년 한반도 한파 및 폭설 사태
- 2024년 11월 한국 중부 폭설
- 2025년 1월 대한민국 폭설

## 주해
1. ↑  신적설(新積雪)은 관측일 0시 1분부터 관측 시각(관측일 23시 59분 이전)까지 쌓인 눈의 양을 뜻한다. 예를 들어 관측일이 2010년 1월 4일이고 관측 시각이 14시라면, 1월 4일 0시부터 14시까지 쌓인 눈의 양을 측정한 값이 바로 신적설이다. 만약, 1시간 뒤인 15시에 쌓여있는 눈이 녹거나, 바람에 날려 눈의 양이 줄어들게 되면, 신적설 관측값도 같이 줄어들게 된다.
 기간에 상관없이 눈이 쌓인 양을 측정하는 적설량(積雪量)과는 다르다.
2. 1 2  최심 신적설은 하루 동안의 신적설 중 가장 많이 쌓였을 때의 신적설량을 뜻한다.